# Рыбалкин, Фёдор Прокофьевич
Фёдор Проко́фьевич Рыба́лкин (1882, Новый Лиман, Богучарский уезд, Воронежская губерния — не ранее ноября 1926) — юродивый, основатель секты фёдоровцев.

## Биография
Родился в 1882 году в слободе Новый Лиман Богучарского уезда Воронежской губернии в крестьянской семье. Служил в царской армии, участник Первой мировой войны. Вернувшись в 1918 году с войны в своё село Новый Лиман, крестьянин Федор Рыбалкин стал весь заработок отдавать неимущим, перестал спать с женой, и вскоре вышел на открытую проповедь, босой и без головного убора. В 1920-х годах ездил по сёлам, выступая с эсхатологическими по содержанию проповедями и призывами к покаянию.
В 1922 году Фёдор начал проповедовать, возвещая о пришествии Антихриста, снятия благодати с Церкви и скором Конце Света. На фоне начинающейся коллективизации, антицерковных репрессий и обновленчества проповедь Рыбалкина снискала широкую популярность среди местного крестьянства. 
Вскоре вокруг него образовалась секта верных последователей. Фёдоровцы носили рубахи и шерстяные балахоны, расшитые крестами, обвязывались связками лука, символизировавшего горечь земной жизни. В 1922—1926 годах к Фёдору приходила масса паломников из Воронежской губернии и с Дона. Для них фёдоровцы устраивали массовые трапезы (в частности, с поеданием лука). Молились фёдоровцы сначала в ново-лиманской церкви, а затем в специальном молельном доме. По оценкам властей, последователями Фёдора считали себя несколько тысяч человек.
Советская власть усмотрела во взглядах и действиях Фёдора Рыбалкина и его последователей признаки «контрреволюционной кулацкой агитации». Советская пресса утверждала, что Фёдор был сумасшедшим (сошёл с ума на фронте во время Первой мировой войны или вследствие сифилиса, которым заразился там же).
В 1926 году он и группа его ближайших сподвижников были арестованы ОГПУ и осуждены за контрреволюционную деятельность. 5 ноября 1926 года Рыбалкин был приговорён к помещению в психиатрическую лечебницу для принудительного лечения. Направлен в психиатрическую больницу в посёлке Орловка .
Затем он был освобожден, но в 1929 году был вновь арестован и приговорен к 10 годам заключения. Погиб в Соловецком лагере.

## Рыбалкин как Христос
Фёдоровцы верят, что Иисус Христос приходил на землю второй раз в образе «праведного старца Фёдора». По фёдоровскому преданию, он был отправлен на Соловки, где вознёсся на небо. После ареста Федора среди его последователей возникла идея, что он на самом деле был не Фёдором Рыбалкиным, а Христом, явившимся в его плоти, чтобы возвестить о конце Света. Настоящий же Фёдор Рыбалкин погиб на Первой мировой.